# Wilhelm James Israel
Wilhelm James Israel (* 4. Dezember 1881 in Berlin; † 1959 in London) war ein deutscher Urologe.

## Leben
Wilhelm Israel war ein Sohn des Chirurgen James Israel. 1927 wurde er Privatdozent für Urologie in Berlin.
Nach dem Machtantritt der Nationalsozialisten im Frühjahr 1933 wurde Israel aufgrund seiner jüdischen Herkunft aus dem Staatsdienst entfernt. Er ging in die Emigration nach Großbritannien, wo er eine Privatpraxis in London betrieb.
Von den nationalsozialistischen Polizeiorganen als Staatsfeind eingestuft wurde Israel im Frühjahr 1940 vom Reichssicherheitshauptamt auf die Sonderfahndungsliste G.B. gesetzt, ein Verzeichnis von Personen, die im Falle einer erfolgreichen deutschen Invasion Großbritanniens durch die Sonderkommandos der SS-Einsatzgruppen mit besonderer Priorität ausfindig gemacht und verhaftet werden sollten.

## Schriften
- Über die diagnostische Bedeutung der bakteriologischen Knochenmarkuntersuchung der Leiche, 1908.
- Chirurgie der Niere und des Harnleiters. Ein Lehrbuch. G. Thieme, Leipzig 1925 (zusammen mit James Israel).